# ウルトラス

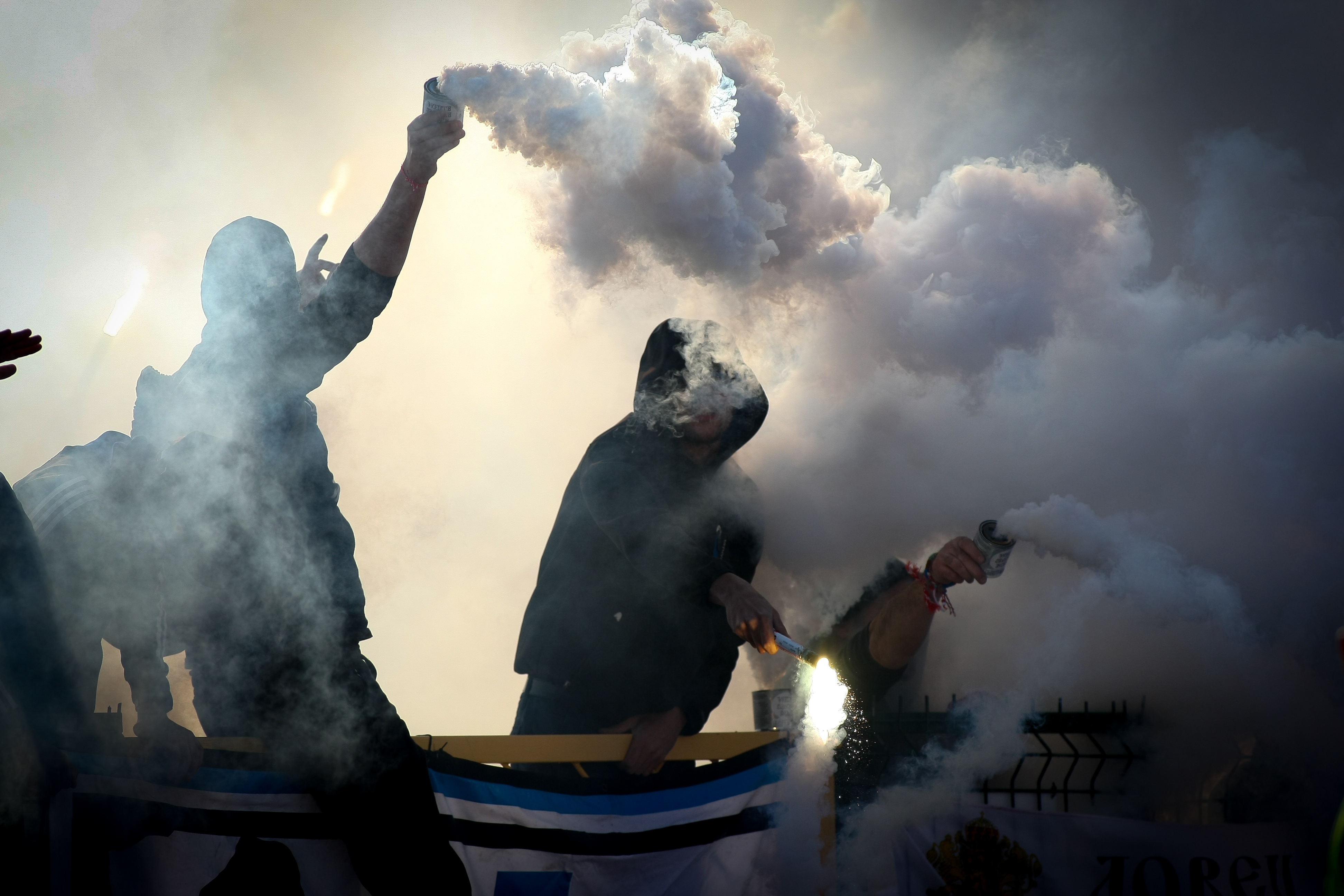
レフスキ・ソフィアのウルトラス

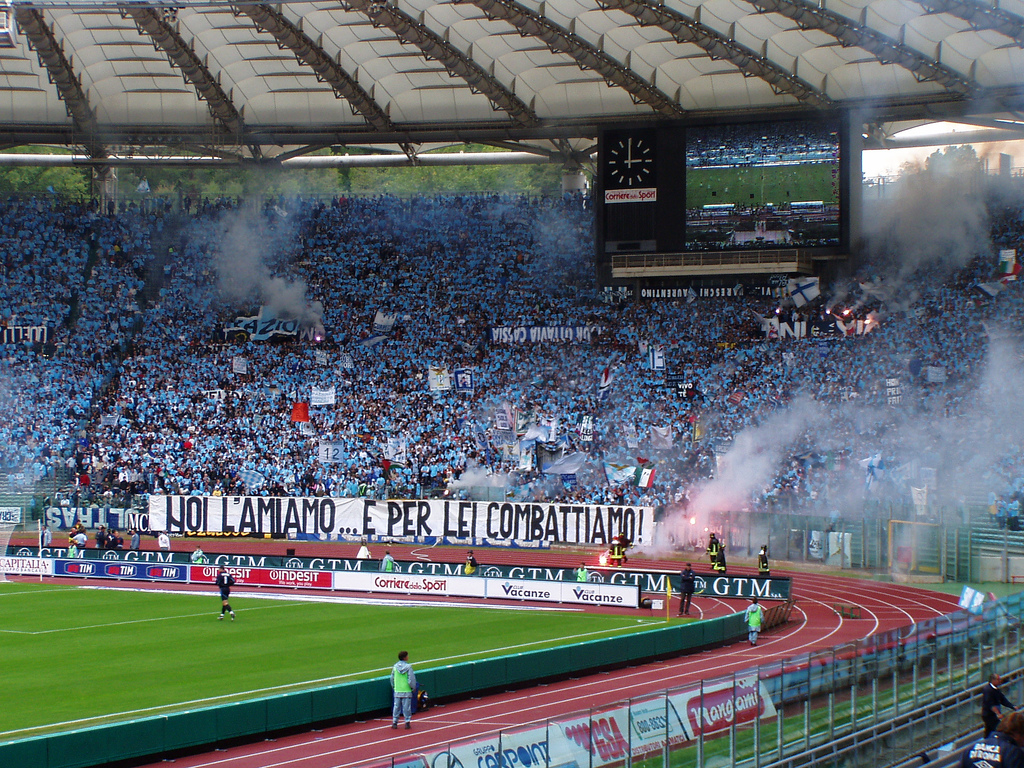
ラツィオのウルトラス

ウルトラス（Ultras）とは、サッカーにおける熱狂的なサポーターグループを指す言葉である。

## 概要
1960年代にイタリアで起こり、その後欧州各国、南米、中東などに広まった。ウルトラスはイデオロギーの近い者同士によって形成される場合が多いため、他のウルトラスとの衝突に発展することがしばしばある。
ウルトラスは通常、ゴール裏観客席に集団で陣取り、フラッグや発炎筒やバナーを掲げたり、チャントを歌うなどしてクラブをサポートする。また、多くのウルトラスは自らのグループのロゴが入ったサポートグッズを作り、他のサポーターらに販売している。
日本においてはウルトラス・ニッポンが活動しているが、日本でのウルトラス文化は発展途上であり、まだまだ改善の余地があるとみられている。